# پنجمین اژدها
پنجمین اژدها (به چینی: 劍花煙雨江南، کره‌ای،  신당산대형) یک فیلم رزمی و درام تاریخی به کارگردانی لو وی با بازی جکی چان که در سال ۱۹۷۷ منتشر شد. این فیلم محصول مشترک هنگ کنگ و کره جنوبی با هنرهای رزمی، انتقام و عناصر فیلم عاشقانه می‌باشد. این فیلم در کره جنوبی فیلمبرداری شده است.

## داستان
گروه یاران خونین برای اینکه بتوانند بر سایر قبایل حکمرانی کنند خاندان لی را سد راه خود میدانند. آنان موفق به نابودی خاندان لی میشوند اما سائولی (جکی چان) میگریزد. او پس از تمرینات طاقت فرسا زیر نظر تینگ (چو فنگ) به جدال با چِن چوی (شِن ئی لونگ) رهبر آنان میرود و با کشتن او انتقام مرگ والدینش را میگیرد... 

## بازیگران
- جکی چان
- سو فنگ
- یوئن بیائو